# Javier Gomá
Javier Gomá Lanzón (Bilbao, 24 de mayo de 1965) es un filósofo, escritor y ensayista español, autor de la Tetralogía de la ejemplaridad y de una trilogía teatral. Es también director de la Fundación Juan March y, desde 2024, director de la Cátedra de la Ejemplaridad | CUNEF Universidad. 

## Biografía
Es licenciado en Filología Clásica (1988), en Derecho (1992) y doctor en Filosofía. 
En 1993 aprobó las oposiciones al Cuerpo de Letrados del Consejo de Estado, del que está en situación de excedencia desde 2007. En 1996 empezó a trabajar en la Fundación Juan March (con sede en Madrid), de la que fue nombrado director en 2003, cargo que ocupa actualmente.
Por su primer libro, Imitación y experiencia, donde formuló una teoría general sobre imitación, compuesta por una parte ontológica y otra pragmática, obtuvo el Premio Nacional de Ensayo, de 2004. En 2023, con motivo de los 20 años,  Taurus publicó una edición conmemorativa.  Ha recibido varios galardones por sus libros; ha impartido conferencias en diversas instituciones españolas, europeas, norteamericanas y latinoamericanas. Colabora habitualmente en periódicos, suplementos culturales y radio.
Es patrono del Teatro Real y miembro de su Consejo Asesor, así como Presidente del Consejo Asesor de la Fundación José Ortega y Gasset-Gregorio Marañón.

## Obra ensayística
Ha reunido lo principal de su obra filosófica en dos recopilaciones y una suma filosófica:
1.- Tetralogía de la ejemplaridad, Taurus (2014) y Random House (2019), un proyecto filosófico desarrollado a lo largo de una década y compuesto por los siguientes títulos: Imitación y experiencia (2003), Aquiles en el gineceo (2007), Ejemplaridad pública (2009) y Necesario pero imposible (2013). En 2019  Taurus publicó una edición conmemorativa de los 10 años de Ejemplaridad pública.
2.- Filosofía mundana. Microensayos completos (2016), que incluye los 63 microensayos aparecidos en El País, principalmente, y también en La Vanguardia, y luego reunidos en los libros Todo a mil (2012) y en Razón: portería (2014), más otros seis que se coleccionan en este volumen por primera vez. En 2022 se publicó la 6.ª edición.
3.- Universal concreto, publicado en 2023, es, según reconoce el autor en su prólogo: "el que hubiera querido que fuera su primer libro, incluso su único libro". Dice en él: "El libro que siempre quise escribir, en el que, por fin, lo cuento todo, es éste, lector, que has abierto. Quién sabe si mis obras previas no son más que un rodeo o preparación para ésta, en la cual, después de tanto rodar por el mundo de las ideas, expongo la mía de manera directa, breve, unitaria y sistemática, dividida en cuatro partes. Todo lo que se dice en él ya lo he dicho antes de alguna manera, pero nunca hasta ahora había hecho de ese todo el tema único de un ensayo. Los disiecta membra de mi literatura anterior se hallan aquí conjuntados y por vez primera puede completarse el cuadro entero de un solo golpe de vista.".
También es autor de La imagen de tu vida (2017), y de Dignidad (2019).
Ha reunido sus ensayos y conferencias en Ingenuidad aprendida (2011) y en Materiales para una estética (2013), y junto a Carlos García Gual y Fernando Savater es autor de Muchas felicidades (2014). Además, ha mantenido una conversación con Pedro Vallín en Verdades penúltimas  y, en colaboración con  Carlos García Gual y David Hernández de la Fuente, ha publicado El estoicismo romano. Séneca, Epicteto, Marco Aurelio, siendo el autor del capítulo dedicado a  Séneca. 
Ha dirigido el volumen colectivo Ganarse la vida en el arte, la literatura y la música (2012).
De su experiencia profesional en la gestión de fundaciones nació el libro: Carta a las fundaciones españolas y otros ensayos del mismo estilo (2014).

## Obra dramática
En 2017 se estrenó en Madrid su obra Inconsolable. Un año antes, el domingo 24 de julio de 2016, lo había publicado íntegramente el diario El Mundo.
En abril de 2019 publicó la comedia Quiero cansarme contigo o el peligro de las buenas compañías, precedida del ensayo: Sobre el ladrido del perro y sobre el perro. Introducción a un teatro de la dignidad, previamente anticipado en La Vanguardia. Esta comedia, con el título El peligro de las buenas compañías, se estrenó el 18 de marzo de 2022, en el Teatro Reina Victoria de Madrid, siendo el director Juan Carlos Rubio y los cuatro actores: Fernando Cayo, Carmen Conesa, Ernesto Arias y Miriam Montilla. 
Dicha comedia, junto con el monólogo Inconsolable y la obra Las lágrimas de Jerjes, conforman una trilogía teatral titulada Un hombre de 50 años. El libro de este título salió publicado en 2021.
El día 3 de octubre de 2020, se estrenaron en el Teatro Galileo de Madrid las dos piezas cortas de teatro “Don Sandio, o nada que decir” y “La sucursal, o en el lugar del otro”. En 2021 Punto de Vista Editores publicó ambas piezas cortas precedidas del ensayo Palabra dicha y dichosa.